# Episodi di Un dottore tra le nuvole (quarta stagione)
La quarta stagione della serie televisiva Un dottore tra le nuvole è stata trasmessa in anteprima in Germania da Sat.1 nel 1996.
| nº | Titolo originale       | Titolo italiano | Prima TV Germania | Prima TV Italia |
| -- | ---------------------- | --------------- | ----------------- | --------------- |
| 1  | Tropenfieber           |                 | 3 gennaio 1996    |                 |
| 2  | Weißer Sonntag         |                 | 1996              |                 |
| 3  | Eine wahre Liebe       |                 | 1996              |                 |
| 4  | Der Bierdieb           |                 | 1996              |                 |
| 5  | Wildwasser             |                 | 18 marzo 1996     |                 |
| 6  | Am Abgrund             |                 | 1996              |                 |
| 7  | Herz-Jesu-Feuer        |                 | 1996              |                 |
| 8  | Fluch aus dem Jenseits |                 | 1996              |                 |
| 9  | Panische Angst         |                 | 1996              |                 |
| 10 | Ein Lebenstraum        |                 | 1996              |                 |
| 11 | Quelle der Jugend      |                 | 1996              |                 |
| 12 | Liebeskummer           |                 | 1996              |                 |
| 13 | Schicksalswege         |                 | 1996              |                 |